# AQM-35靶機
Northrop AQM-35是一款由諾斯洛普公司生產的超音速靶機。

## 發展
AQM-35於1953年開始研發計畫，當時名為Model RP-61。1954年6月，美國空軍授予諾斯洛普公司一份Q-4開發的合約，並於1956年首飛。
XQ-4能夠進行地面或空中發射，但地面發射從未執行。XQ-4採用西屋XJ81-WE-3，速度能夠達到1.55馬赫。無人機由雷達進行追蹤，並由無線電遠端控制。降落方面則配備部署三級降落傘系統以及四個大型充氣安全氣囊，以緩衝與地面的衝擊。
空軍計劃使用Q-4測試各種地對空和空對空飛彈。並且計劃藉由電視或攝影機進行二次偵察。該無人機由洛克希德DC-130無人機控制機或其他艦載機空中發射。
1963年，Q-4系列無人機重新命名為AQM-35A和AQM-35B。在測試中，Q-4呈現出許多問題。同時由於無人機過於優異的飛行性能，使得人們認為這是否偏離開發主軸-測試導彈。該款式最終總共生產25架。該類型的最後一批型號於1960年代退役。

## 型號
XQ-4RP-61超音速靶機原型機
Q-4量產版本
Q-4A使用費爾柴德J83發動機並更新雷達系統的改進版，用以測試CIM-10飛彈。然而因為發動機的交付延遲以及設計障礙，因而取消研發計畫
Q-4B配備更強大的J85-GE-5發動機和強化機身，於1961年首飛
AQM-35A1962年後重新命名的Q-4
AQM-35B1962年後重新命名的Q-4B

## 相關
- Northrop (Radioplane) Q-4/AQM-35 （页面存档备份，存于）